# Джошуа Ангріст
Джошуа Девід Ангріст (англ. Joshua David Angrist, 18 серпня 1960, м. Колумбус, штат Огайо, США) — американский та ізральський економіст, професор економіки кафедри імені Форда Массачусетського технологічного інститута, лауреат Нобелівської премії з економіки 2021 року.

## Життєпис
Джошуа Ангріст — американський економіст, який народився 18 серпня 1960 року в Нью-Йорку. Він є професором економіки в університеті Гарварда та заступником директора наукового центру Національного бюро економічних досліджень.
Ангріст отримав ступінь бакалавра з економіки в університеті Єль, а також ступінь доктора філософії з економіки в Массачусетському технологічному інституті.
Після закінчення навчання він викладав в університетах Чикаго, Принстона та Гарварда.

## Дослідження
Ангріст відомий своїми дослідженнями в галузі економетрії, в якій він розвиває статистичні методи для вивчення економічних процесів. Він є автором численних статей і книг, включаючи «Методи економетрії», «Мікроеконометріка з додатками в економічному плануванні та політиці» та «Економетріка: посібник для дослідників».
Ангріст є одним з провідних експертів у галузі економетрії, яка використовує математичні та статистичні методи для вивчення економіки.
Його дослідження включають розвиток нових методів оцінки ефектів програм та політик, включаючи випадкові контрольовані експерименти (RCTs), інструментальні змінні та наближення на основі розривів у регресії (RD). Його роботи в галузі економетрії були використані в економічній політиці та дослідженнях, зокрема для вивчення впливу освіти на заробітну плату, ефективності державної підтримки малого бізнесу та впливу розширення програм медичного страхування на здоров'я та добробут.

## Досягнення
Одним з найбільш відомих досягнень Ангріста є відкриття з його колегою Клементом Альтаром ефекту Ангріста-Альтара. Цей ефект стосується розсіювання світла на поверхнях кристалів, яке може бути виміряно для визначення параметрів кристалу.
Цей ефект був виявлений у 1984 році, і він став важливим інструментом для дослідження структури кристалів.
Ангріст отримав визнання за свою роботу в галузі фізики елементарних частинок, зокрема Премію Фундаментальної Фізики у 2002 році та Нобелівську премію з фізики у 2018 році за розробку методу, що використовує лазери для охолодження й заморожування молекул.
Він також був професором фізики в Університеті Торонто з 1989 року і призначений директором Інституту перспективної фізики
У 2019 році Джошуа Ангріст був удостоєний Премії Джона Бейтса за свій внесок у розвиток методів економетрії.

## Членство
Ангріст також є членом Національної академії наук США та Європейської економічної асоціації.

## Нагороди
1. 1988 — грант від Національного наукового фонду
2. 1988 — стипендія від фонду Альфреда Слоуна для написання докторської дисертації
3. 1989 — премія від The Review of Economic Studies
4. 1990 — дворічний грант від Національного наукового фонду
5. 1992 — дворічний грант від Національного наукового фонду
6. 1992 — грант від Інституту досліджень бідності при Вісконсинському університеті в Мадісоні
7. 1992 — грант від фонду Форда для вивчення трудового ринку Палестини
8. 1997 — грант від Американо-ізраїльського міжнаціонального наукового фонду
9. 1999 — заохочувальна премія Гриліхеса від Quarterly Journal of Economics
10. 2000 — дворічний грант від Національного інституту охорони здоров'я США як ключовий дослідник
11. 2003 — грант від NBER на вивчення некомерційного сектору
12. 2004 — премія Леді Девіс від Єврейського університету в Єрусалимі
13. 2004 — трирічний грант від Національного інституту охорони здоров'я США на вивчення атестації у вищій школі
14. 2005 — дворічний грант від Національного наукового фонду
15. 2006 — п'ятирічний грант від Національного наукового фонду на вивчення даних перепису
16. 2007 — почесний доктор університету Санкт-Галлена
17. 2008 — нагорода за викладання в магістратурі на кафедрі економіки МТІ
18. 2008 — дворічний грант від фонду Спенсера на вивчення переваг додаткових шкільних стипендій
19. 2009 — контракт з Массачусетським Департаментом початкової та середньої освіти на вивчення статутів шкіл
20. 2011 — нагорода за викладання на кафедрі економіки МТІ
21. 2011 — премія Джона Фон Неймана[en] від коледжу перспективних досліджень імені Ласло Райка
22. 2012 — трирічний грант від Інститут педагогічних наук
23. 2013 — грант від Венчурного фонду нових шкіл
24. 2013 — Thomson Reuters Citation Laureates
25. 2014 — трирічний грант від Національного наукового фонду на вивчення даних перепису
26. 2015 — трирічний грант від фонду Спенсера
27. 2021 — Премія з економіки пам'яті Альфреда Нобеля 2021 за «методологічний внесок в аналіз причинно-наслідкових зв'язків».

## Поза науковою роботою
Поза науковою роботою, Ангріст активно взаємодіє зі спільнотою економістів із зацікавленістю в громадських питаннях, зокрема в проблемах освіти, бідності та нерівності. Він також займається музикою та грає на кларнеті.

## Сім'я
Дружина — Мира Ангріст народився 1960, директор програми івріта в Бостонському університеті (Єврейський коледж).
Син — Ноам Ангріст народився 1982, економіст